# 勒泰伊 (芒什省)
勒泰伊（法語：Le Theil，法語發音：[lə tɛj] ⓘ）是法国芒什省的一个旧市镇，属于瑟堡区。2016年，勒泰伊与市镇戈讷维尔合并为新市镇戈讷维尔-勒泰伊。

## 地理
勒泰伊（49°36'33"N, 1°28'20"W）面积13.81 平方千米，位于法国诺曼底大区芒什省，该省份为法国西北部沿海省份，西、北、东北三面环大西洋，东起顺时针与卡爾瓦多斯省、奧恩省、马耶讷省和伊勒-维莱讷省接壤。
与勒泰伊接壤的市镇（或旧市镇、城区）包括：布里勒瓦、戈讷维尔-勒泰伊、勒梅尼勒欧瓦勒、蒙泰居拉布里塞特、索斯梅尼勒、特尔泰维尔博卡日、戈讷维尔。
勒泰伊的时区为UTC+01:00、UTC+02:00（夏令时）。

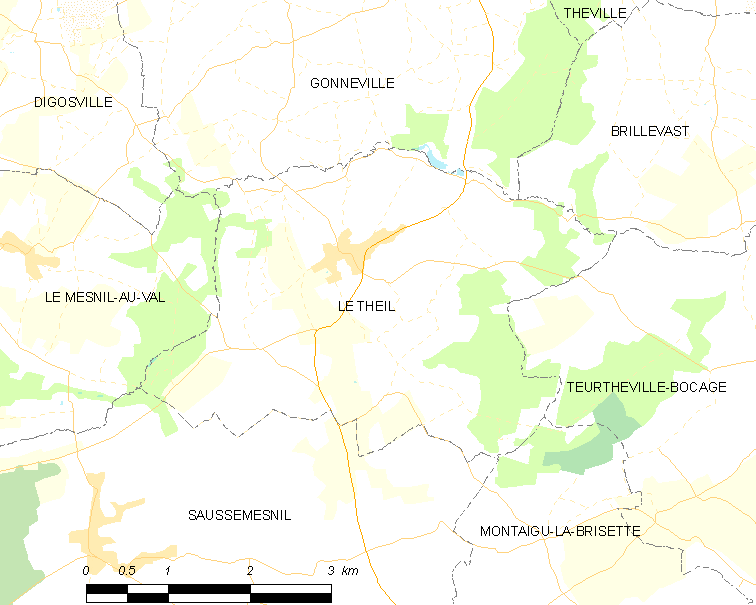
勒泰伊的OSM定位图

## 行政
勒泰伊的邮政编码为50330，INSEE市镇编码为50595。

## 政治
勒泰伊所属的省级选区为赛尔河谷县。

## 人口

1962-2008年间勒泰伊人口变化图示

勒泰伊于2018年1月1日时的人口数量为653人。